# Astragalus bourgovii
Astragalus bourgovii är en ärtväxtart som beskrevs av Asa Gray. Astragalus bourgovii ingår i släktet vedlar, och familjen ärtväxter. Inga underarter finns listade i Catalogue of Life.